# بولتون و پارک
توماس ارنست بولتون (به انگلیسی: Thomas Ernest Boulton، ۱۸ دسامبر ۱۸۴۷ – ۳۰ سپتامبر ۱۹۰۴) و فردریک ویلیام پارک (به انگلیسی: Frederick William Park، غسل تعمید: ۵ ژانویهٔ ۱۸۴۷ – درگذشت ۱۸۸۱) دو مرد همجنس‌گرا از خانواده‌های طبقهٔ متوسط روبه‌بالا در دوره ویکتوریا بودند. آن دو از پوشیدن جامه‌های زنان و ایفای نقش زنان در اجراهای تئاتری لذت می‌بردند. همچنین گفته شده است که از طریق آمیزش جنسی نیز درآمد داشتند، که در این مورد اندکی اختلاف نظر وجود دارد. در اواخر دههٔ ۱۸۶۰، آنان به یک تور تئاتر از لرد آرتور کلینتون — عضو مجلس بریتانیا که از حزب لیبرال و برای حوزهٔ نیوآرک بود — پیوستند. کلینتون که خودش نیز همجنس‌گرا بود، با بولتون رابطه‌ای را آغاز کرد؛ بولتون خودش را همسر کلینتون نامید و پس از آن، برای اشاره به او روی کارت‌ها، از نام لیدی آرتور کلینتون استفاده می‌شد.
بولتون و پارک هنگامی که در انظار عمومی مبدل‌پوشی می‌کردند، بی‌دقت بودند و همین باعث شد که توجه پلیس به آن‌ها جلب شود. آنان یک سال تحت نظارت پلیس بودند، تا این‌که سال ۱۸۷۰ پس از ترک تئاتری در لندن، در حالی که لباس زنانه به تن داشتند دستگیر شدند. آنان صبح روز پس از دستگیری و هنگام حضورشان در دادگاه صلح خیابان بو، هنوز لباس‌های زنانه از عصر روزِ قبل را به تن داشتند؛ جماعتی متشکل از صدها نفر برای دیدنشان به آنجا آمده بودند. پزشک ادارهٔ پلیس، این دو مرد را معاینهٔ مقعدی کرد؛ سپس آن‌ها به مدت دو ماه در بازداشت و در انتظار محاکمه بودند. آنان به توطئه برای ارتکاب لواط — جرمی که حکم حبس ابد با کار سخت را در پی داشت — متهم شدند. کلینتون درست پیش از آغاز پرونده درگذشت؛ دلیل مرگ او احتمالاً مخملک یا خودکشی بود، البته ممکن است مرگ او جعل شده و او از کشور خارج شده باشد. یک سال بعد، پرونده‌های بولتون و پارک به همراه سه مرد دیگر در دادگاه مسند قضای پادشاهی مطرح شد. هر پنج نفر بی‌گناه شناخته شدند، زیرا از نظر قانونی ثابت نشد که آمیزش جنسی مقعدی داشته‌اند. قاضی سِـر الکساندر کوبرن، که رئیس کل دادگستری بود، به‌شدت از بازجویی و رفتار پلیس با مردان انتقاد کرد. بولتون و پارک اعتراف کردند که با لباس زنانه در انظار عمومی ظاهر شده‌اند، که این «توهین به اخلاق و عفت عمومی» بود. از آن‌ها برای دو سال التزام گرفته شد. این پرونده در همهٔ روزنامه‌های مهم اغلب با عبارات نامفهوم گزارش شد، مثلاً چندین رسالهٔ چاپی پنی با تمرکز بر جنبهٔ هیجان‌انگیز پرونده منتشر شدند.
رویدادهای پیرامون بولتون و پارک از لحظات کلیدی تاریخ همجنس‌گرایی بریتانیا حساب می‌شوند. دستگیری و جلسهٔ دادرسی آنان در طول زمان به شیوه‌های گوناگونی تفسیر شده است: از رمانتیسم بی‌گناه دورهٔ ویکتوریا، تا نادیده‌گیری خودسرانهٔ گرایش جنسی مردان در دادگاه‌ها جهت اطمینان از محکوم نشدن آن‌ها. بررسی‌های اخیر از چشم‌انداز تاریخ ترنسجندر بوده‌اند. این پرونده عاملِ معرفیِ متمم لابوشر در سال ۱۸۸۵ بود، که اعمال همجنس‌گرایانهٔ مردان را تا دو سال کار سخت مجازات می‌کرد. بولتون و پارک هردو پس از جلسهٔ دادرسی، به اجرا روی صحنه ادامه دادند و هردو مدتی در ایالات متحده آمریکا کار کردند. پارک در ۱۸۸۱ احتمالاً به علت سیفلیس و بولتون در ۱۹۰۴ به علت تومور مغزی درگذشت.

## زمینه
در اواخر سدهٔ نوزدهم، اعمال همجنس‌گرایانه مردان برپایهٔ قانون انگلستان مجاز نبود و در بخش ۶۱ از مصوبه جرائم علیه شخص ۱۸۶۱، مجازات حبس برای آن پیش‌بینی شده بود. البته این مصوبه مجازات مرگ برای لواط را که بخشی از مصوبه لواط ۱۵۳۳ از هنری هشتم بود لغو کرد، اما لواط همچنان در بریتانیا جرم بود و به حبس ابد در زندان و کار سخت می‌انجامید. با این حال، پرونده‌های وابسته به اعمال همجنس‌گرایانه خیلی کم به جلسهٔ دادرسی کشیده می‌شدند و پرونده‌هایی هم که به جلسهٔ دادرسی کشیده می‌شدند، احتمال محکومیت کمتری از جرایم دیگر داشتند: احتمال محکومیت برای لواط ۲۸ درصد بود، در حالی که تمامی جرایم دیگر ۷۷ درصد احتمال محکومیت داشتند. به‌گفتهٔ جامعه‌شناس آری ادت، بیشتر مظنونان یا هنگام آمیزش جنسی در انظار عمومی بازداشت می‌شدند، یا به‌دلیل انگیزه‌های سیاسی تحت پیگرد قانونی بودند. خیلی از مظنونان، اجازهٔ خروج از کشور پیش از جلسهٔ دادرسی را داشته‌اند.
مفهوم همجنس‌گرایی در دههٔ ۱۸۷۰ کاملاً ناشناخته نبود، اما مسئولان آن دوره درکی از آن نداشتند. مورخ و جامعه‌شناس جفری ویکس معتقد است که مفهوم همجنس‌گرایی «خیلی توسعه‌نیافته [بود]، هم در پلیس متروپولیتن و هم در محافل عالی پزشکی و حقوقی. این نشان می‌دهد که هیچ‌گونه مفهوم روشنی از مقولهٔ همجنس‌گرایی یا هیچ‌گونه آگاهی اجتماعی از هویت فردی همجنس‌گرایان، وجود نداشت». ناآگاهی حرفهٔ پزشکی در بریتانیا، دلیلی برای این دانسته می‌شد که اعمال همجنس‌گرایانه انجام نمی‌شوند، این برخلاف دانشی بود که پزشکان فرانسوی و آلمانی به دست آورده بودند. در آثار پزشکی-حقوقی بریتانیایی، مانند اثر ۱۸۴۶ آلفرد سوین تیلور به‌نام کتابچه‌ای راهنما برای بررسی فلسفهٔ پزشکی قانون، لواط هم‌ردهٔ حیوان‌خواهی دانسته می‌شد و تیلور این‌گونه توصیفش می‌کرد: «دلیل لازم برای اثبات ارتباط غیرطبیعی مرد با مرد یا جانور، همان دلیل لازم برای اثبات تجاوز جنسی است و بنابراین، دخول به تنهایی برای اثباتش کافی‌ست».

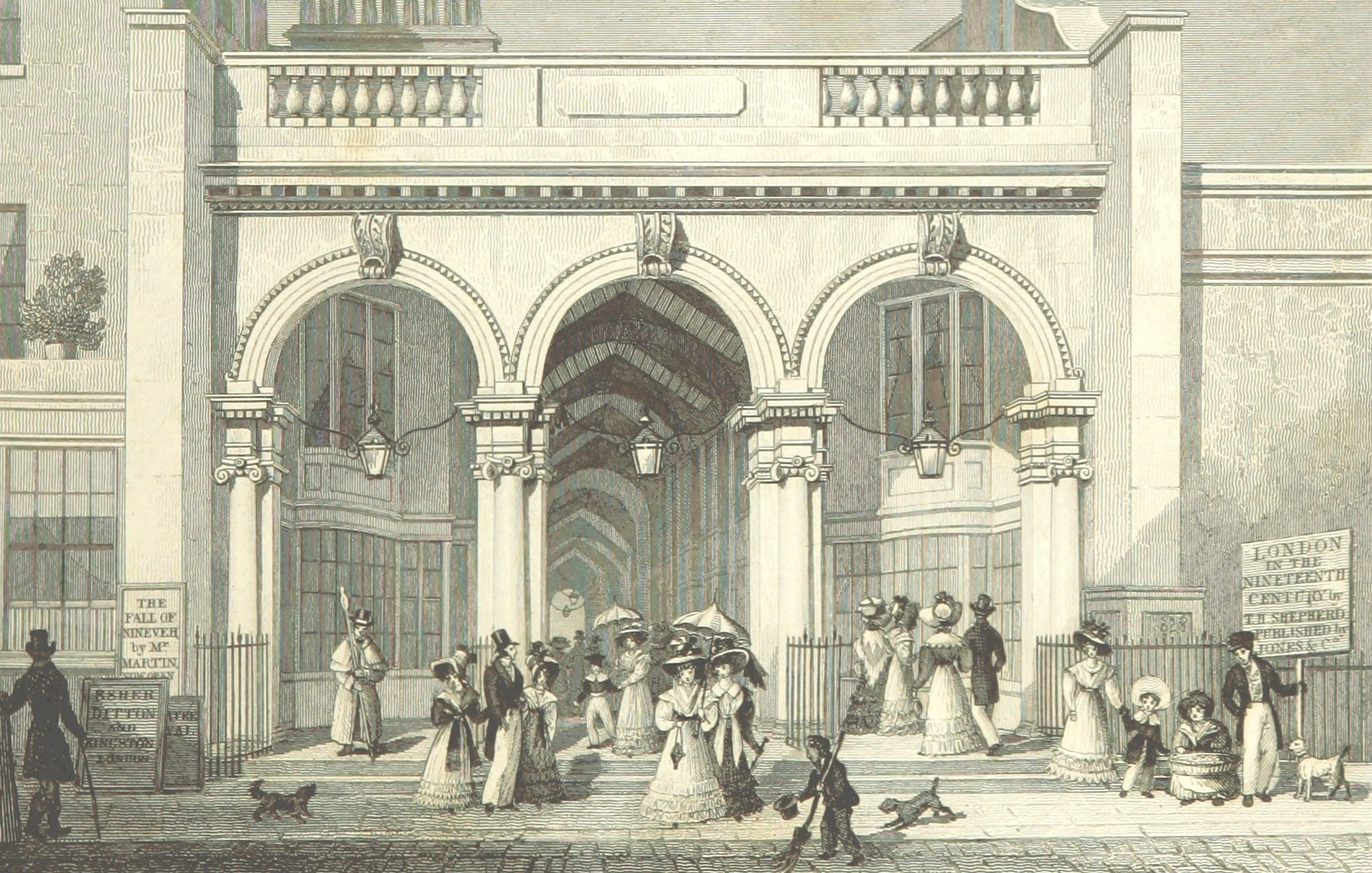
برلینگتون آرکید، لندن، که در دههٔ ۱۸۷۰ برای روسپی‌گری مردانه و زنانه شناخته شده بود.

در حالی که مسئولان گسترهٔ همجنس‌گرایی در بریتانیا را نادیده می‌گرفتند، بخش‌هایی از وست اند لندن —از جمله برلینگتون آرکید، خارج از پیکدیلی— به همجنس‌گرایی و روسپی‌گری مردانه اختصاص داده شده بودند. به عقیدهٔ مورخ مت کوک، این «ارتباط رفتار همجنس‌گرایانه با مُد، زن‌صفتی و معاملهٔ پولی را تأیید [می‌کند]». جوزف بریستو در نقشه‌برداری دوبارهٔ مقرهای تاریخ نوین همجنس‌گرایی، اذعان می‌کند که این فرهنگ روبه‌رشد همجنس‌گرایی با زن‌صفتی و مبدل‌پوشی همسو بوده است. به عقیدهٔ ادت، افکار عمومی —و افکار مسئولان— هرگز علیه مردانی که در رسوایی‌های همجنس‌گرایانه گیر می‌افتادند، نبود. برای مثال، او از افرادی که در ارتباط با رسوایی خیابان کلیولند ۱۸۸۹ بودند یاد می‌کند، که غیر از یک نفرشان که از کشور رفت، الباقی در جایگاه‌های خود در جامعه باقی ماندند؛ به‌طور مشابه، هنگامی که بولتون و پارک از اتهامات اصلی‌شان تبرئه شدند، به بازیگری در بریتانیا و خارج از آن ادامه دادند.
مبدل‌پوشی در دههٔ ۱۸۷۰ غیرقانونی نبود؛ مبدل‌پوشی با تئاتر، به ویژه پانتومیم در ارتباط بود و در اذهان عموم مردم، هیچ ارتباطی میان مبدل‌پوشی و همجنس‌گرایی نبود. هنگامی هم که فردی به‌علت مبدل‌پوشی دستگیر می‌شد، دستگیری به اتهام برهم‌زدن صلح بود. در نیمهٔ دوم سدهٔ نوزدهم، مواردی از مبدل‌پوشی در دادگاه‌ها دیده می‌شد: در ۱۸۵۸، دو مرد، یکی ۶۰ ساله و دیگری ۳۵ ساله، در یک اتاق رقص بدون مجوز دستگیر شدند. مرد ۶۰ ساله در نقش یک زن چوپان چینی‌وار لباس پوشیده بود و مرد ۳۵ ساله، لباس زنانهٔ مدرن پوشیده بود؛ آنان به این دلیل دستگیر شدند که این کار را «برای تحریک دیگران به ارتکاب جرمی غیرطبیعی» انجام داده بودند. در همان سال، زنی صاحبخانه مستأجر خود را به پلیس گزارش داد، چون جلوی پنجرهٔ پذیرایی در حالی که لباس زنانه به تن داشت، به طرز ناشایستی رفتار می‌کرد.

## اوایل زندگی

### توماس ارنست بولتون
توماس ارنست بولتون —معمولاً با نام ارنست شناخته می‌شود— ۱۸ دسامبر ۱۸۴۷ در کینگز رود، تاتنهام، میدلسکس (لندن کنونی) زاده شد. او و دوتا از برادران کوچک‌ترش، تنها فرزندان خانواده بودند که در نوزادی نمردند. پدرش توماس آلفرد بولتون تاجر شراب بود و مادرش مری آن (با زادنام لویک) نام داشت. خانوادهٔ بولتون، سه پسر دیگر داشتند که به علت سل در نوزادی درگذشتند؛ ارنست بچه‌ای بیمار بود و والدینش فکر می‌کردند او نیز همان بیماری را دارد. او همچنین در کودکی دچار فیستول در راست‌رودهٔ خود شد، که نیاز به جراحی داشت.
نیل مک‌کنا که زندگی‌نامهٔ بولتون و پارک را نوشته است، بولتون را اینطور توصیف می‌کند: «چشمان آبی مایل به بنفش و درشت، صورت رنگ‌پریده و حلقه‌های ریز موهای تیرهٔ او زیبا بودند»؛ مک‌کنا نوشته است که بولتون، در کودکی اغلب با دختربچه‌ها اشتباه گرفته می‌شد. بولتون از شش سالگی پوشیدن لباس زنانه و ایفای نقش‌های زنانه را آغاز کرد و اغلب در نقش کلفت ظاهر می‌شد. او یک بار با چنین لباس‌هایی، سر میز شام از مادربزرگش پذیرایی کرد. مادربزرگ که بولتون را نشناخته بود، هنگامی که او اتاق را ترک کرد به مادرش گفت: «تو یه دختر خیلی گستاخ برای خودت داری».
بولتون بزرگ شد و به مبدل‌پوشی ادامه داد و والدینش هم به او سخت نمی‌گرفتند. هنگامی که بولتون حدوداً هجده ساله بود، پدرش دربارهٔ انتخاب شغل، سر صحبت را با او باز کرد و او گفت که می‌خواهد در تئاتر کار کند. پدر از نظر خود دست نکشید و در ۱۸۶۶، بولتون منشی‌گری در شعبهٔ ایزلینگتون از بانک لندن و شهرستان را آغاز کرد. بولتون کارش را دوست نداشت و خیلی وقت‌ها غیبت می‌کرد؛ او به‌زودی از شغل خود استعفا داد، زیرا کارفرمایانش به پدرش نامه نوشتند و دربارهٔ سازگاری او با بانک پرسیدند. بولتون همجنس‌گرا بود و دوستانش او را با نام استلا می‌شناختند، اگرچه گاهی او را دوشیزه ارنستین ادواردز نیز صدا می‌زدند. در ۱۸۶۷، او و دوستش مارتین کامینگ، هنگامی که در هیمارکت —محلی شناخته‌شده برای روسپی‌گری— لباس زنانه پوشیدند و دنبال مرد برای سکس گشتند، دستگیر شدند اما هیچ اتهامی به آن‌ها زده نشد. او چند هفتهٔ دیگر دوباره به همان جرم دستگیر شد، این بار با مردی به نام کمبل، یک روسپی دگرجنس‌پوش که او را لیدی جین گری صدا می‌زدند. این دو در دادگاه صلح خیابان مارلبرو حاضر و به جریمه محکوم شدند.

### فردریک ویلیام پارک
فردریک ویلیام پارک، سومین پسر و دوازدهمین فرزند الکساندر آترتون پارک، استاد در دادگاه عرایض عامه —یکی از دادگاه‌های تمیز در وست‌مینستر— و مری پارک بود. او ۵ ژانویهٔ ۱۸۴۷ در کلیسای سنت مری، ویمبلدون غسل تعمید داده شد. مادر پارک، پیش از سومین سالگرد تولد پسرش درگذشت. او در خانهٔ خانوادگی در خیابان ویمپُـل در مرکز لندن بزرگ شد، جایی که خواهرانش و یک زن معلم سرخانه، او را آموزش دادند.
برادر بزرگ‌تر پارک که آترتون نام داشت، در حالی که پارک هنوز جوان بود، هنگام خدمت در پیاده‌نظام بومیان بومبای گردان ۲۴ در جانسی، هند کشته شد. برادر دیگر پارک، هری، در حدود ۱۶ سالگی —هنگامی که پارک ۱۱ یا ۱۲ ساله بود— برای اعمال همجنس‌گرایانه دستگیر شد. دوست‌پسر ایتالیایی هری تلاش کرده بود برای رابطه‌شان، از او باج بگیرد و چون هری پولی پرداخت نکرد، او را به پلیس گزارش داد. او به‌شدت این اتهامات را در یک دادگاه صلح رد کرد و پرونده بسته شد. هری با برادر کوچک‌ترش دربارهٔ همجنس‌گرایی خود صحبت می‌کرد و به عقیدهٔ مک‌کنا، هری احتمالاً حدس زده بود که برادر کوچک‌ترش نیز همجنس‌گرا است. هری از جوانی برادرش را «فن» یا «فنی» صدا می‌زد. در ۱ آوریل ۱۸۶۲، دو یا سه سال پس از حضور در دادگاه، هری برای تعرض شدید به یک افسر پلیس در ویماث میوز (خارج از خیابان ویماث) دستگیر شد. در دادگاه دوباره، وثیقه‌ای به مبلغ ۶۰۰ پوند تعیین شد. هری به یک سال کار سخت محکوم شد و سپس پدرش، او را به منظور پیشگیری از رسوایی بیشتر به اسکاتلند فرستاد. پدر پارک، تصمیم گرفت که بهترین حرفه برای فردریک در چارچوب قانون باشد و ترتیبی برایش داد که با یک سلیسیتر در چلمزفورد، اسکس دورهٔ کارآموزی را بگذراند.
پارک یک مبدل‌پوش همیشگی بود و هنگام زنانه‌پوشی، از چندین نام استفاده کرد: از جمله فنی وینیفرد پارک، میبل فاستر، جین، میبل فولی و فنی گراهام.

## فنی و استلا

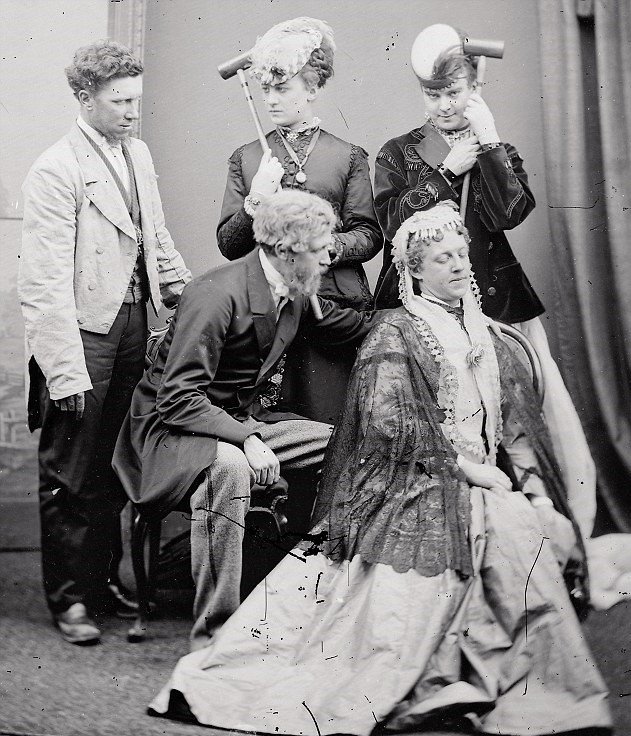
استلا و فنی (پشت سمت راست، کوبه‌به‌دست)، آن‌ها برای سرگرمی‌های اتاق پذیرایی، لباس شخصی به تن می‌کردند و به خانه‌های روستایی کوچک و اتاق‌های گردهمایی بازار شهر می‌رفتند.

هیچ اطلاعاتی از هنگامی که بولتون و پارک برای نخستین بار همدیگر را دیدند در دست نیست، اما این دو با علاقهٔ مشترک به صحنه و مبدل‌پوشی، دوستانی صمیمی برای هم شدند. آن‌ها با پوشیدن لباس‌های مردانه یا زنانه —گاهی هم هردو— به بیرون و ملأ عام می‌رفتند. به عقیدهٔ مک‌کنا، این احتمال وجود دارد که هردوی آنان گاهی تن‌فروشی می‌کردند، اما ریچارد دَوِنپورت-هاینس برای فرهنگ زندگی‌نامه ملی نوشته است: «آنان تن‌فروش نبودند، اما گاهی از هواداران خود پول می‌خواستند».
هنگامی که این دو با لباس زنانه در ملأ عام ظاهر شدند، خیلی از افرادی که آنان را دیدند، باور کرده بودند که آن‌ها زن هستند. با لباس زنانه، آنان مسابقه قایقرانی آکسفورد و کمبریج ۱۸۶۹ را دیدند، در وست اند لندن خرید کردند، در رستوران‌ها غذا خوردند و به سالن‌های تئاتر و موسیقی رفتند. به گفتهٔ مورخ تئاتر لارنس سنلیک، «خنده‌ها و حرکات پُر اَدا و اطوار بولتون و پارک، [در هنگام اجرای نمایش‌هایشان زبانزد بود و] باعث شد از تالار موسیقی الحمرا (با لباس‌های زنانه) و برلینگتون آرکید (با لباس‌های مردانه) اخراج شوند». هنگامی که بولتون و پارک با لباس مردانه بیرون می‌رفتند، شلوارهای تنگ و پیراهن‌های یقه‌باز می‌پوشیدند و آرایش می‌کردند؛ بنا به اظهار سنلیک، این کارشان «برای رهگذران آزاردهنده و زشت‌تر از لباس‌های زنانهٔ آنان» بود. آن دو برای نگهداری از لباس‌ها، لوازم آرایشی و دیگر وسایل خود، یک آپارتمان کوچک در خیابان ویکفیلد، پلاک ۱۳، خارج از ریجنت اسکوئر اجاره کردند.
در اواخر دههٔ ۱۸۶۰، بولتون و پارک در گروه تئاتری عضو بودند که در بریتانیا، تور و تئاتر خصوصی اجرا می‌کرد. به علاوهٔ خانه‌های شخصی، آنان در اجپشن هل، چلمزفورد؛ برنت‌وود و ساوتند، اسکس و اتاق‌های اسپا در اسکاربرو، یورک‌شر شمالی به روی صحنه رفتند. آن‌ها همیشه نقش‌های زنانه را می‌گرفتند و متناسب با آن نقش، لباس می‌پوشیدند؛ برای اشاره به آن‌ها، در برنامه‌های تئاتر از نام بولتون و پارک استفاده می‌شد و مخاطبان، می‌دانستند که این نقش‌ها را دو مرد بازی می‌کنند. در ۱۸۶۸، آنان به یک تور از لرد آرتور کلینتون —عضو مجلس بریتانیا که از حزب لیبرال و برای حوزهٔ نیوآرک بود— پیوستند، که در صنعت سرگرمی نقش‌های مردانه را اجرا می‌کرد. بولتون و پارک، روی صحنه نقش زن و شوهر را بازی کردند و یکدیگر را بوسیدند؛ این باعث شکایت مخاطبان یا نشریات محلی نشد.
کلینتون تقریباً یک سال با بولتون در رابطه بود؛ اگرچه هیچ مدرکی ثابت نمی‌کند که رابطهٔ آن‌ها جنسی بوده است، این موضوع خیلی محتمل دانسته می‌شود و چند مورخ، از جمله چارلز آپچرچ، شان بریدی و مک‌کنا همچنین دیدگاهی دارند. بولتون خودش را همسر کلینتون نامید و پس از آن، برای اشاره به او روی کارت‌ها، از نام لیدی آرتور کلینتون استفاده می‌شد.
بولتون و پارک، آشکارا از خودشان رفتارهای همجنس‌گرایانه نشان می‌دادند و همین باعث شد که توجه پلیس به آن‌ها جلب شود و هردویشان برای دوره‌ای یک‌ساله، تحت نظارت پلیس بودند تا این‌که دستگیر شدند.

## دستگیری و بازجویی

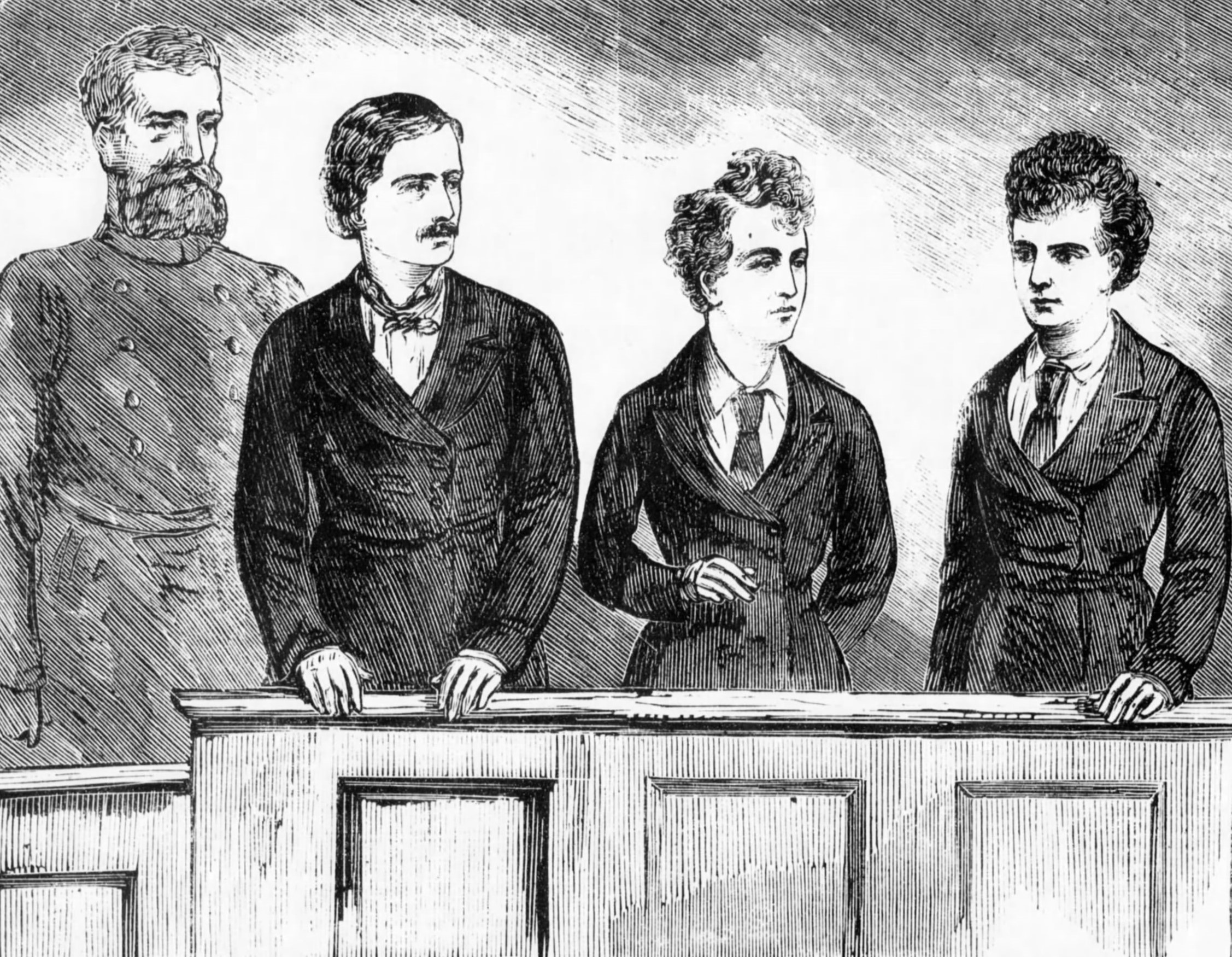
ماندل، بولتون و پارک در دادگاه صلح

در عصر ۲۸ آوریل ۱۸۷۰، بولتون و پارک هردو با لباس‌های زنانه به تئاتر استرند رفتند؛ دو دوست آن‌ها را همراهی کردند: هیو ماندل و سیسیل توماس که هردویشان لباس‌های مردانه به تن داشتند. در لحظه‌ای که گروه تئاتر را ترک کرده بودند و داشتند سوار کب می‌شدند، بولتون و پارک دستگیر شدند؛ توماس فرار کرد و ماندل آن دو را تا کلانتریِ خیابان بو همراهی کرد. چون پلیس دربارهٔ زن یا مرد بودن بولتون و پارک مطمئن نبود، —اگرچه هردو گفته بودند برای «شوخی» لباس زنانه پوشیده‌اند— به آن‌ها دستور داده شد که لباس‌های خود را در برابر چندین مرد پلیس دربیاورند. این دو مرد، یک شب در خیابان بو نگه داشته شدند و ماندل نیز همراه آن‌ها بود، چون از دادن نام و نشانی خود به کلانتری، خودداری کرده و دستگیر شده بود.
صبح روز بعد، بولتون و پارک از آن سوی جاده به سوی دادگاه صلح خیابان بو برده شدند؛ آن‌ها هنوز لباس‌های خود را از عصر روز قبل به تن داشتند. جماعتی متشکل از صدها نفر، به آنجا آمدند تا رفتن آن‌ها به سوی دادگاه را ببینند. مک‌کنا می‌گوید که زمان دستگیری آن‌ها، خیلی دیرتر از این بود که در روزنامه‌های صبحگاهی پوشش داده شود و معلوم نیست که چگونه اخبار به طور خیلی گسترده‌ای، در چنین فاصلهٔ زمانی کوتاهی پخش شدند. اتاق دادگاه همچنین سرشار از ناظران بود. اتهامات بولتون و پارک از این قرار بود:
با یکدیگر به‌شکل مجرمانه‌ای، مرتکب تخلف نفرت‌انگیز لواط شده‌اند،

همچنین با یکدیگر و با افراد زیاد دیگری، به‌طور غیرقانونی برای ارتکاب جرم مزبور تبانی و مشارکت کرده‌اند و نیز با اشخاص متعدد جهت ترغیب و تحریک سایرین، به ارتکاب جرم مذکور همکاری کرده‌اند

و علاوه بر این‌ها، اگرچه این دو «مرد» هستند، به‌طور غیرقانونی با هم و با افراد مختلفی، تبانی کرده‌اند تا خود را به‌شکل زنان درآورند و به مکان‌های تفریحی عمومی، رفت‌وآمد کنند و با این زنانه‌پوشی، به‌شکل آشکار و ننگ‌آوری عفت و اخلاق عمومی را لکه‌دار و تباه کرده‌اند.

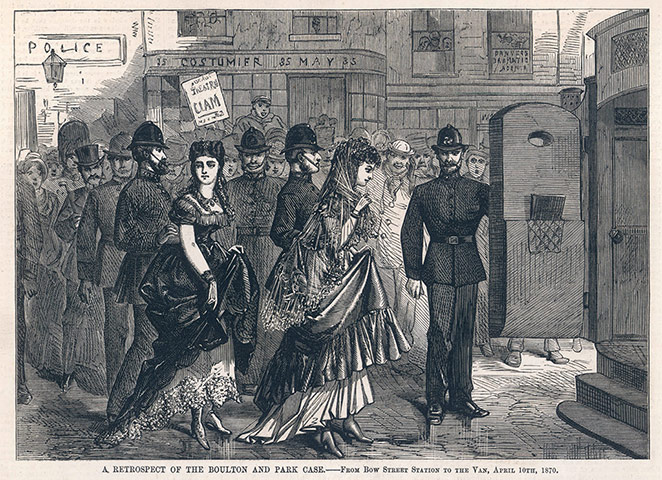
بولتون و پارک در حال ترک دادگاه صلح خیابان بو

دادگاه چهار مرد پلیس را احضار کرد، یکی از آن‌ها آپارتمان خیابان ویکفیلد را همان صبح دیده بود و به قاضی، مجموعه‌ای از عکس‌های بولتون و پارک را با لباس‌های مردانه و زنانه نشان داد. او به دادگاه گفت که در یک سال گذشته، روی بولتون و پارک نظارت داشته است. مرد پلیس دیگری گفت که برای دو هفتهٔ گذشته، روی آپارتمان خیابان ویکفیلد نظارت می‌کرده و رفت‌وآمدهای آخرشبی دو مرد را دیده است. قاضی بولتون و پارک را به مدت هفت روز در بازداشت گذاشت تا جلسهٔ دادرسی برگزار شود؛ آن‌ها در زندان کُلدبَـث فیلدز نگه داشته شدند.
بولتون و پارک دادگاه را ترک کردند و به زندان رفتند، جایی که جیمز پل، پزشکی که با بخش خیابان بو پلیس متروپولیتن کار می‌کرد، آن‌ها را بدون رضایت بررسی جسمی کرد. پل، مقعد هردو مرد را معاینه کرد. او دربارهٔ بولتون گزارش داد که: «مقعد گشاد شده بود و بیشتر هم می‌توانست گشاد شود و عضلات اطراف مقعد، به‌آسانی باز می‌شوند»؛ دربارهٔ پارک او گفت: «مقعد خیلی گشاد شده بود … و می‌توانست به اندازهٔ زیادی گشادتر شود. راست‌روده، بزرگ بود و مقداری رنگ‌رفتگی در لبهٔ مقعد هست، که احتمالاً به علت زخم ایجاد شده است». اگرچه او در زمینهٔ جنسی تخصصی نداشت، پنداشت که: «در این مردان، نشانه‌هایی بود که در مردانِ مرتکبِ بزه‌های غیرطبیعی، می‌توانم انتظار دیدنشان را داشته باشم». او همچنین ذکر کرد که هم بولتون و هم پارک، آلات بزرگی داشتند و بولتون همچنین دارای کیسه بیضه «با طول زیاد» بود؛ او گفت که این نتیجهٔ لواط آنان بوده است. برای پاسخ‌دهی به مدارک، دفاعیات از شش پزشک، از جمله فردریک لگروس کلارک —بازرس دانشگاه لندن— و پزشک کُلدبَـث فیلدز خواست که بولتون و پارک را معاینهٔ جسمی کنند. همهٔ آن‌ها به این نتیجه رسیدند که لواط صورت نگرفته و هیچ چیز ناهنجاری، در اندازهٔ آلت هردو مرد وجود نداشته است. تنها نکتهٔ غیرعادی، جای زخم بولتون از جراحی برداشتن فیستول بود.
هنگامی که بولتون و پارک، هفتهٔ بعد در دادگاه خیابان بو برای معاینهٔ دوباره حاضر شدند، جماعتی متشکل از حدوداً هزار نفر بیرون دادگاه بودند، تا آنان را هنگام ورود به دادگاه ببینند و ظرفیت سالن دادگاه پر شده بود. عده‌ای از آن مردم، از دیدن آن‌ها در لباس‌های مردانه ناامید شده بودند. هنگام معاینه، ماندل گفت که «به زن بودن بولتون» باور داشته و بر این پایه، ارتباط جنسی خود را با او بیشتر کرده است. فهرست وسایل ضبط‌شده از آپارتمان خیابان ویکفیلد، در صحن دادگاه خوانده شد: این فهرست شامل وسایل متعددی بود، از لباس‌های زنانه گرفته تا کفش‌ها و چکمه‌های زنانه، کلاه‌گیس‌ها، تارهای مو، تجهیزات آرایش مو، لوازم آرایش و لایی—که آخری برای بالشتک استفاده می‌شد. وثیقهٔ پیشنهادی رد شد و بولتون و پارک دوباره بازداشت شدند؛ به آن‌ها گفته شد که برای بررسی بیشتر باز هم در دادگاه حضور پیدا خواهند کرد.
بولتون و پارک برای بازرسی تا ۲۸ مه، هفت بار در دادگاه صلح حضور پیدا کردند و جزئیات مدارکی که پلیس گردآوری کرده بود، در جلسات دادرسی مورد بررسی قرار گرفت. بازجویی پلیس، تحت نظارت سرپرست جیمز تامپسون ادامه داشت، در حالی که بولتون و پارک در بازداشت بودند و نتایج آن در دادگاه صلح بررسی شد. شاهدانی که نزد پلیس آمدند، شامل جان ریو —مدیر تالار موسیقی الحمرا— و جرج اسمیت —منادی برلینگتون آرکید— بودند؛ هردو مرد گزارش دادند که آنان بولتون و پارک را خودشان بارها، در خیلی از مواقع بیرون انداخته بودند. تامپسون به ادینبرو سفر کرد و با صاحبخانهٔ لوئی هرت، نقشه‌بردار در ادارهٔ پست و دوستی که بولتون با او اقامت داشته بود، مصاحبه کرد. تامپسون تلاش کرد صاحبخانه را قانع کند که بولتون و هرت همیشه با هم در یک تختخواب می‌خوابیده‌اند، اما او به کارآگاه گفت که بولتون در اتاق جداگانه‌ای می‌خوابیده است. تامپسون عکس‌های بولتون و مکاتبات میان این دو مرد را برداشت. با پیگیری رد مکاتبات، پلیس همچنین با جان سفورد فیسک، کنسولگر آمریکایی در لیث مصاحبه کرد و دوباره عکس‌ها و مکاتبات را برداشت.
بولتون و پارک، در ۱۱ ژوئیهٔ ۱۸۷۰ پس از دو ماه بازداشت آزاد شدند. بازجویی پلیس ادامه یافت و به غیر از بولتون و پارک، اتهاماتی به کلینتون، هرت، فیسک و سه نفر دیگر که فهمیده بودند با این پرونده در ارتباط هستند، زده شد: ویلیام سامرویل، مارتین کامینگ و سی. اف. توماس. سامرویل همراه بولتون و پارک به یک مجلس رقص بال رفته بود؛ بولتون و پارک لباس‌های زنانه به تن داشتند، اما سامرویل لباس‌های مردانه به تن داشت. او همچنین نامه‌هایی به بولتون نوشته بود که پلیس پیدایشان کرد؛ همین نامه‌ها باعث شدند که به او اتهام زده شود. توماس مرد پولدار و مستقلی بود که با کالسکهٔ شخصی خود به دیدار دیگران می‌رفت. او و کامینگ، هردو با لباس‌های زنانه در اماکن عمومی حاضر می‌شدند. سامرویل، کامینگ و توماس همه پیش از جلسهٔ دادرسی گریختند. اتهامات علیه ماندل کنار گذاشته شدند و او برای پیگرد قانونی، در فهرست شاهدان قرار گرفت.
در ۱۸ ژوئن ۱۸۷۰، گزارش شد که کلینتون به علت مخملک مرده است. او در بستر مرگ، یک تکذیب‌نامه علیه اتهام لواط نوشت و یادداشتی به وکیل خود دیکته کرد: «به‌جز تقلید احمقانه از شخصیت‌های تئاتر، که از شوق ساده‌ای برای بازیگری در من برمی‌خاست، اتهامی نمی‌توان به من وارد کرد.» او ۲۳ ژوئن در کرایست‌چرچ، همپشر به خاک سپرده شد. با توجه به وضعیت کلینتون، احتمالش هست که او خودکشی کرده باشد، مک‌کنا گفته است که احتمالاً خودکشی در کار نبوده، بلکه او از کشور خارج شده و احتمالاً به پاریس، سیدنی یا نیویورک رفته است.
در آغاز، ترجیح بر این بود که پرونده در اولد بیلی بررسی شود، اما در ۴ ژوئیه وکیل بولتون درخواست کرد که پرونده، به دادگاه مسند قضای پادشاهی منتقل شود تا در برابر سِـر الکساندر کوبرن، رئیس کل دادگستری خوانده شود. مورخ حقوقی جودیت روباتم گفته است که این، «نخستین نشانهٔ بهم ریختنِ پیگرد قانونی بود». دونپورت-هاینس معتقد است پرونده به این دلیل شکست خورد که «[پلیس] نتوانست طرفین را قانع کند که یکدیگر را محکوم کنند یا شاهدان متقاعدکننده‌ای پیدا کنند».

## جلسه دادرسی
جلسهٔ دادرسی از ۹ تا ۱۵ مهٔ ۱۸۷۱ مقابل یک هیئت منصفهٔ ویژه برگزار شد. کیفرخواست را سِـر رابرت کولیر —وکیل کل— و سِـر جان کُـلریج —سلیسیتر کل— رهبری کردند و هاردینگ گیفارد —که بعدها لرد اعظم شد— و هنری جیمز عضو گروه کیفرخواست بودند؛ هردویشان بعدها به ترتیب وکیل کل و سلیسیتر کل شدند. سِـر جُرج لوئیس وکالت متهمان را بر عهده گرفت. هم بولتون و هم پارک، در جلسهٔ دادرسی لباس‌های مردانه به تن داشتند و هردو در یک سالی که از دستگیری آنان می‌گذشت، ریش و سبیل گذاشته بودند؛ دونپورت-هاینس معتقد است که آنان این کار را احتمالاً به‌دستور لوئیس انجام دادند.
با نبود شواهد جسمی از وقوع لواط و نبود شاهدانی برای اعمال همجنس‌گرایانه در میان هرکدام از متهمان، کیفرخواست اظهار کرد که سبک زندگی دو مرد —دگرجنس‌پوشی در ملأ عام— گواهی بر اعمال همجنس‌گرایانه است. دفاعیات، اعمال بولتون و پارک را نه مجرمانه، بلکه از روی سست‌عنصری و خامی دانست. پیشینهٔ تئاتری آنان در ایفای نقش‌های زنانه، برای دفاع مورد استفاده قرار گرفت و توضیحی برای زنانه‌پوشی آنان شد. روباتم ذکر می‌کند که کلینتون با اعتراف در بستر مرگ، روی هیئت منصفه تأثیر گذاشت؛ این‌گونه اظهارات با جدیت جلب توجه می‌کنند و پایهٔ پروندهٔ کیفرخواست را به سستی می‌کشانند.
شاهدان احضارشده به دادگاه، برای کیفرخواست ناامیدکننده بودند و خیلی‌هایشان به دادگاه گفتند که هیچ شواهدی مبنی بر رفتار همجنس‌گرایانه یا غیراخلاقی، مشاهده نکرده‌اند. ماندل به دادگاه گفت که بولتون و پارک، به او چندین بار —شفاهی و در مکاتبات— گفته‌اند که مردانی در لباس‌های زنانه هستند، اما او باورشان نمی‌کرده است؛ ماندل در ادامه بیان داشت که بولتون، او را از دخول جنسی، با توسل به خشونت و ناگهانی منع می‌کرد و به جای آن، به هر عمل همجنس‌گرایانهٔ دیگری میل داشت. اسمیت، منادی، دربارهٔ اخراج آنان به علت پذیرفتن انعام‌های تن‌فروشان زن در جهت راه‌اندازی تجارتشان در برلینگتون آرکید، نظراتی جامع داد؛ او به دادگاه گفت که «در حال گردآوری شواهدی برای پلیس در این رویداد کوچولو» بوده است و انتظار داشت که بابت ارائهٔ شواهد، از سوی پلیس پولی دریافت کند. کیفرخواست، نمونه‌هایی از مکاتبات وابسته به مردان متهم را ارائه داد و آن‌ها را با صدای بلند در دادگاه خواند، دفاعیات استدلال کرد که این‌ها نشانه‌های وجود محبت میان نویسندگان هستند —البته با چرب‌زبانی، «تمایلات تئاتری» — و نشانه‌های برقراری رابطهٔ جسمی نیستند.
یکی از شاهدان دفاعیات، مادر بولتون بود و به دادگاه گفت که از دوستی پسرش با کلینتون، اطلاع داشته و موافق بوده است. به دیدگاه روباتم، شهادت مری بولتون «منجر به این عقیده می‌شد که عملکرد بولتون، در ادامه دادن به پوشیدن لباس زنانه خارج از … اجراها[یش در تئاتر] احمقانه بود و ادامه دادن آن‌ها به نقش‌آفرینی خارج از صحنه [را نیز ثابت کرد]». والدین بولتون، او و کلینتون را تا تئاتر همراهی کردند —بولتون لباس‌های مردانه به تن داشت— و هردوی والدینش او را هنگام اجرا روی صحنه دیدند. به دیدگاه موریس کاپلان در کتابش تاریخ همجنس‌گرایی در اواخر سدهٔ نوزدهم، مادر بولتون «گروه مبدل‌پوشان و هوادارانشان را محفلی صمیمانه از دوستان مرد جوان تصور می‌کرد».
جمع‌بندی کوبرن در نقد پروندهٔ کیفرخواست و رفتار پلیس بود. او گفت که بازرسی در اسکاتلند و اتهامات علیه فیسک و هرت، بیهوده بوده‌اند. او در ادامه گفت که پلیس، هیچ حوزهٔ قضایی برای عمل بدون حکم در اسکاتلند ندارد و در اختیار دادگاه نیست که مردم را به خاطر اعمالشان در اسکاتلند محاکمه کند، تنها دادگاه‌های اسکاتلند می‌توانستند چنین کاری انجام دهند و احکام آن‌ها مطابق قانون اسکاتلند صادر می‌شدند. او اعتقاد داشت که معاینهٔ جسمی پل نادرست بود و تردید داشت که پلیس، پرونده‌ای به اندازهٔ کافی محکم ساخته تا ثابت کند اعمال همجنس‌گرایانه انجام شده است. او گفت تردیدی نیست که برخی از متهمان، با لباس زنانه در انظار عمومی ظاهر شده‌اند و بهتر است با وضع قوانینی تازه در آینده، چنین اهانت‌هایی به عفت عمومی «با دو یا سه ماه حبس همراه کار سخت مواجه شوند و به‌نظرم در صورت تکرارِ جرم نیز، افزودن اندکی تنبیه بدنیِ بی‌خطر، نه تنها در چنین مواردی، بلکه در صورتِ ارتکابِ هرگونه هتکِ حرمت به عفتِ عمومی، مؤثر و عبرت‌آموز خواهد بود».
پس از گفتگو به مدت پنجاه و سه دقیقه، هیئت منصفه هر چهار مرد را بی‌گناه دانست. در اعلام این خبر، بولتون از حال رفت؛ هواداران برایش دست زدند، هلهله و گریه کردند و آفرین گفتند. کاپلان می‌گوید که این پرونده «پر از مسائلی بود که به زیر سؤال برده شدند، مانند جنسیت، گرایش جنسی، طبقهٔ اجتماعی و فرهنگ شهروندی».
در ۶ ژوئن ۱۸۷۱، آخرین مسئلهٔ باقی‌مانده از پروندهٔ دادگاه به پایان رسید. بولتون و پارک یک اتهام باقی‌مانده داشتند: حضور در ملأ عام با لباس‌های زنانه، که «توهین به اخلاق و عفت عمومی» بود. آنان با کوبرن در دفتر کارش ملاقات کردند و در آنجا از دادخواست‌هایشان بنا بر بی‌گناهی دست کشیدند و پذیرفتند که هرکدام به مدت دو سال، ملتزم به پرداخت مبلغ ۵۰۰ گینی بشوند.

## زندگی پس از جلسه دادرسی
پس از جلسهٔ دادرسی، بولتون به اجرا برگشت و سپتامبر ۱۸۷۱ در ایست‌بورن حضور پیدا کرد؛ در اکتبر همان سال، او روی صحنه در بورسلم و هنلی، استافوردشر حاضر شد و سپس در بولتون، لانکاشر اجرا کرد. از ۱۸۷۴، او مدتی را در نیویورک سپری کرد و با نام ارنست برن به اجرا پرداخت و احتمالش هست که آنجا با کلینتون دیدار کرده باشد. بولتون در ۱۸۷۷ به بریتانیا بازگشت و دوباره تور برگزار کرد. او ۳۰ سپتامبر ۱۹۰۴ در بیمارستان ملی عصب‌شناسی و جراحی مغز و اعصاب، لندن به علت تومور مغزی درگذشت.
پارک نیز به نیویورک سفر کرد و روی صحنه با نام فرد فنتون حاضر شد، جایی که او در نقش‌آفرینی شخصیت‌ها موفقیتی محدود داشت و برای مدتی، اجراکننده‌ای مقیم در تئاتر خیابان پنجم بود. او سال ۱۸۸۱ در سن ۳۳ یا ۳۴ سالگی، به دیدگاه مک‌کنا احتمالاً بر اثر سیفلیس درگذشت.

## پوشش روزنامه‌ها

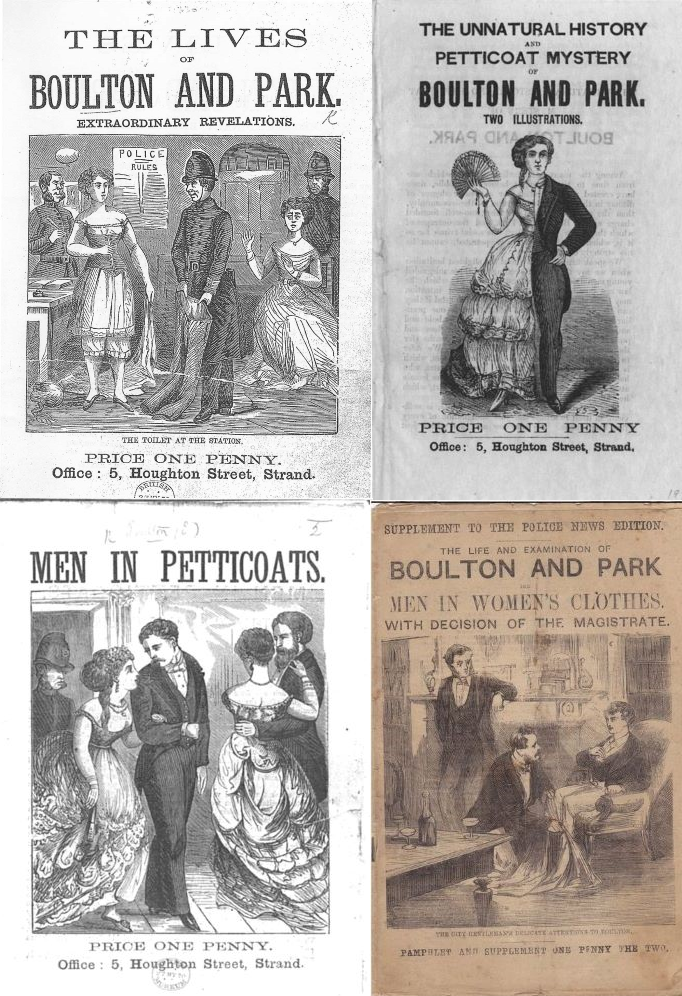
نمونه‌هایی از داستان بولتون و پارک در «شماره‌های ویژه»

جلسات تفهیم اتهام و محاکمه، به‌طور گسترده در نشریات ملی و محلی بریتانیا گزارش شدند و بیشتر روزنامه‌های لندن، فضایی مفصل برای پوشش خبر فراهم کردند. زندگی خصوصی بولتون و پارک —و برخی از دوستان و همکاران شناخته‌شدهٔ آنان— در جراید زیر ذره‌بین رفت و با تیترهای هیجان‌انگیز منتشر شد، از جمله: «مردانی در زیردامنی»، «آقایانی که خود را زن جا می‌زنند»، «پروندهٔ آقایان-زنان» و «زن‌مردان در خیابان بو».
خیلی از روزنامه‌ها، شامل سرمقاله‌هایی می‌شدند که از همجنس‌گرایی در انگلستان —که رفتاری بیگانه دانسته می‌شد— خشمگین بودند. پس از تبرئه، برخی نویسندگان سرمقاله موضع‌شان را تغییر دادند و تایمز نوشت: «از اینکه شکست یک کیفرخواست را امروز صبح خبر دادیم، احساس آرامش خاطر به‌خصوصی [داریم]»؛ نویسندهٔ سرمقاله ادامه داد: «[حکم گناهکاری،] بازتابی از اخلاقیات ملی ما در میهن و خارج از کشور محسوب می‌شد».
در گزارش‌های پس از نخستین حضور آنان در دادگاه صلح، بیشتر روزنامه‌های مهم شامل توصیفات جامعی از لباس و سبک موی بولتون و پارک می‌شدند. این موضوع، مورد پوشش مطبوعات معتبر از جمله تایمز نیز بود، که نوشت:
هنگامی که بولتون در جایگاه متهم [در دادگاه] قرار گرفت، یک لباس شب ابریشمی به‌رنگ گیلاسی تن داشت که با توری سفید تزئین شده بود. بازوهایش برهنه بود و دستبندهایی به دست داشت. او همچنین کلاه‌گیسی با شینیون رنگی بر سر گذاشته بود. پوشش پارک، شامل یک لباسِ ساتنِ سبزِ تیره با یقه‌ای کوتاه و یک توریِ مشکیِ تزئین‌شده بود، که با همان جنس پارچه، شالی هم روی شانه‌هایش انداخته بود. موهایش بور و فر بود و یک جفت دستکش سفید بچگانه در دست داشت.
علاوه بر پوشش گستردهٔ روزنامه‌ها، چندین رسالهٔ چاپی پنی با عناوینی همچون «مردانی در زیردامنی»، «تاریخچهٔ غیرطبیعی و راز زیردامنی بولتون و پارک»، «استلا، ستارهٔ استرند»، «زندگی بولتون و پارک: حقیقت‌های لورفتهٔ فوق‌العاده»، «زندگی و بازرسی از بانوان بالقوه» و «زندگی و بازرسی از بولتون و پارک، مردانی در لباس زنان» تهیه و تصاویر زیادی از بولتون و پارک در لباس‌های مردانه و زنانه نمایش داده شدند. میشل لیو کرایگر، در بررسی خود از رسالهٔ پنی، تغییری در رویکرد تصویرگران را بیان می‌کند: در مطالب نخستین، بولتون و پارک را بانوانی جذاب به تصویر کشیده‌اند، اما پس از گذشتن چهار هفته از آغاز جلسات قاضی، آنان به شکل بازیگرانی «مشخصاً مردانه و مضحک» نشان داده شده‌اند. این موضوع به ویژه در تصاویر یکی از نشریات زرد آن هنگام به نام اخبار مصور پلیس مشهود بود. کاپلان بیان می‌کند که خیلی از رساله‌های چاپی پنی، از «محکومیت تشریفاتی» مردان متهم حمایت می‌کردند، که با طبیعت مهیج تصاویر و جزئیات موجود در این نشریات سازگاری نداشت.

## تاریخ‌نگاری

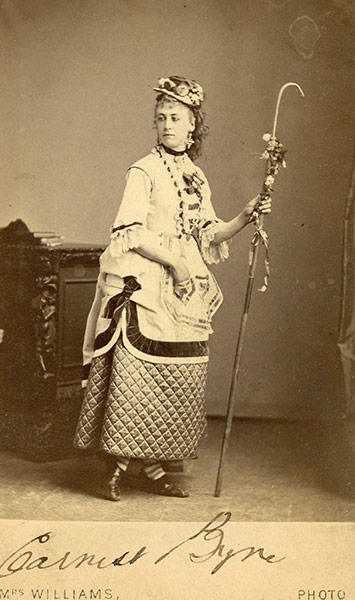
بولتون در نقش یک زن چوپان

مورخ هری کاکس بیان می‌کند که برداشت از تاریخ دستگیری و جلسهٔ دادرسی بولتون و پارک، «مراحل مشخصی را پشت سر گذاشته است»؛ استاد انگلیسی سایمون جویس، معتقد است که تفسیرها از برخورد با بولتون و پارک در نقش مرد، تناقضی با هم ندارند. کاکس متوجه این موضوعات شد: وکیل ویلیام راف‌هد فکر می‌کرد رابطهٔ بولتون و پارک، خیلی بی‌گناهانه بوده و از رمانتیسم که در عصر ویکتوریا مورد پسند بود ناشی می‌شده است؛ وکیل‌مدافع اچ. مونتگومری هاید نوشته است که بولتون و پارک، همجنس‌گرایانی بودند که به دلیل عدم وجود شواهدی کافی برای ارائه در دادگاه، به زندان انداخته نشدند. ویکس و آلن سینفیلد، استاد مطالعات جنسیت، استدلال می‌کنند که دادگاه احتمال همجنس‌گرایی را نادیده گرفته و این به معنای عدم امکان محکومیت بود. کاکس در بررسی‌هایش، این نکته را از آپچرچ و بارتلت آورده است که دادگاه‌ها، «نادیده‌گیری عمدی» را پیش گرفتند و امکان وجود رکن همجنس‌گرایی در جامعه را رد کردند. سنلیک، بولتون و پارک را از منظر نقش‌ آن‌ها روی صحنهٔ نمایش و دِرَگ مورد مطالعه قرار داده است.
جویس متوجه این نکته شده است که بولتون و پارک را در آن هنگام و در مطالعات بعدی، دو مرد زنانه‌پوش نامیده‌اند. او داستان بولتون و پارک را از دیدگاه تاریخ ترنسجندر مورد بررسی قرار می‌دهد. او متوجه می‌شود که یکی از روزنامه‌های مهم بریتانیایی و برخی از جلسات محاکمه در دادگاه‌های صلح، از ضمایر مؤنث برای توصیف متهمان استفاده و از شهادت مری بولتون، که پسرش «از شش سالگی به‌صورت زنانه ظاهر می‌شود» یاد کرده‌اند. جویس استدلال می‌کند که:
ماجرای فنی و استلا، پر از لحظات ادراک و شناخت است و جنبه‌هایی دارد که امروزه به‌سختی قابل درک هستند و من مایلم ادعا کنم چنین نکاتی، که آشکارا با تفکرات کنونی ما غیرقابل سنجش و قیاس هستند، برای درک بهتر ما از وضعیت افراد ترنسجندر ارزشمند هستند، تا دریابیم که این افراد نیز برای خود تاریخچه و سرگذشتی دارند؛ هرچند که گاهی گسیخته و غیرخطی [نامنظم] باشد.

## میراث

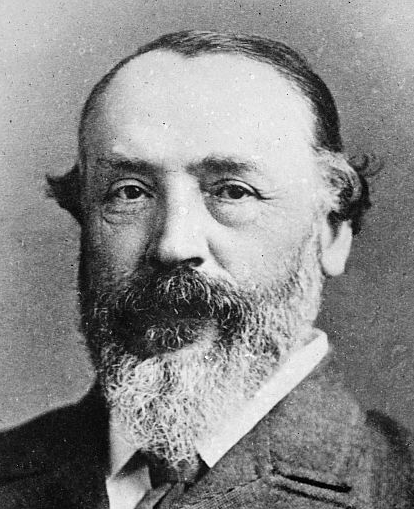
هنری لابوشر، پدیدآورندهٔ متمم لابوشر، که بی‌عفتی فاحش را در بریتانیا جرم‌انگاری کرد

کاکس جلسهٔ دادرسی بولتون و پارک را «یکی از بخش‌های مرکزی هر تاریخی از همجنس‌گرایی مردانه» می‌داند؛ جیسون بوید، در کتابش فهرست افراد نامور تاریخ گی و لزبین، جلسهٔ دادرسی را این‌گونه توصیف می‌کند:
«لحظه‌ای مهم در تاریخ ظهور محتاطانه [و تدریجی] گفتمانی عمومی [برای شناختن] هویت همجنس‌گرایی. شاید مهم‌تر از آن [پرونده]، این واقعه به‌طور چشم‌گیری خرده‌فرهنگ «پیشاهمجنس‌گرا» را آشکار ساخت که به وضوح گسترده، متنوع و رایج بود و مردانی از همهٔ قشرهای جامعه را با نقش‌ها و درجات مختلف، درگیر می‌کرد»
شکست دولت در مجازات بولتون و پارک، نشان داد که دشواری‌هایی در بازجویی از فعالیت‌های شخصی و به ویژه جرایم وابسته به فعالیت‌های همجنس‌گرایانه وجود دارد. شکست در محکومیت این مردان، یکی از عوامل معرفی متمم لابوشر در سال ۱۸۸۵ بود. این متمم —رسماً بخش ۱۱ مصوبه اصلاح حقوق کیفری ۱۸۸۵، بعدها نام اسپانسرش هنری لابوشر را رویش گذاشتند— منجر به تشدید مجازات اعمال همجنس‌گرایانهٔ مردان تا دو سال کار سخت شد. به دیدگاه مورخ ویلیام ای. کوهن، در روزگار پروندهٔ بولتون و پارک، همجنس‌گرایی «در یک آرایه‌شناسیِ جنسیِ اجتماعی-پزشکی قابل شناسایی [بود]، اما هنوز موضوعی حقوقی دانسته نمی‌شد». معرفی متعاقب متمم لابوشر، «خودش عملاً همجنس‌گرایی مردان را جرم‌انگاری [کرد]».
در طول جلسات محاکمه در مهٔ ۱۸۷۰، رینولدز نیوز گزارش داد که یک شاهد گفته است: «'ما با درگ می‌آییم'، که به معنای پوشیدن لباس‌های زنانه است»؛ قاضی گفت که: «این نخستین باری است که معنای واژهٔ 'درگ' در مدارک ذکر شده است؟» فرهنگ انگلیسی آکسفورد نخستین استفادهٔ شناخته‌شده از اصطلاح «درگ» به معنای مبدل‌پوشی را در این گفتگو می‌داند.

## بازنمودها

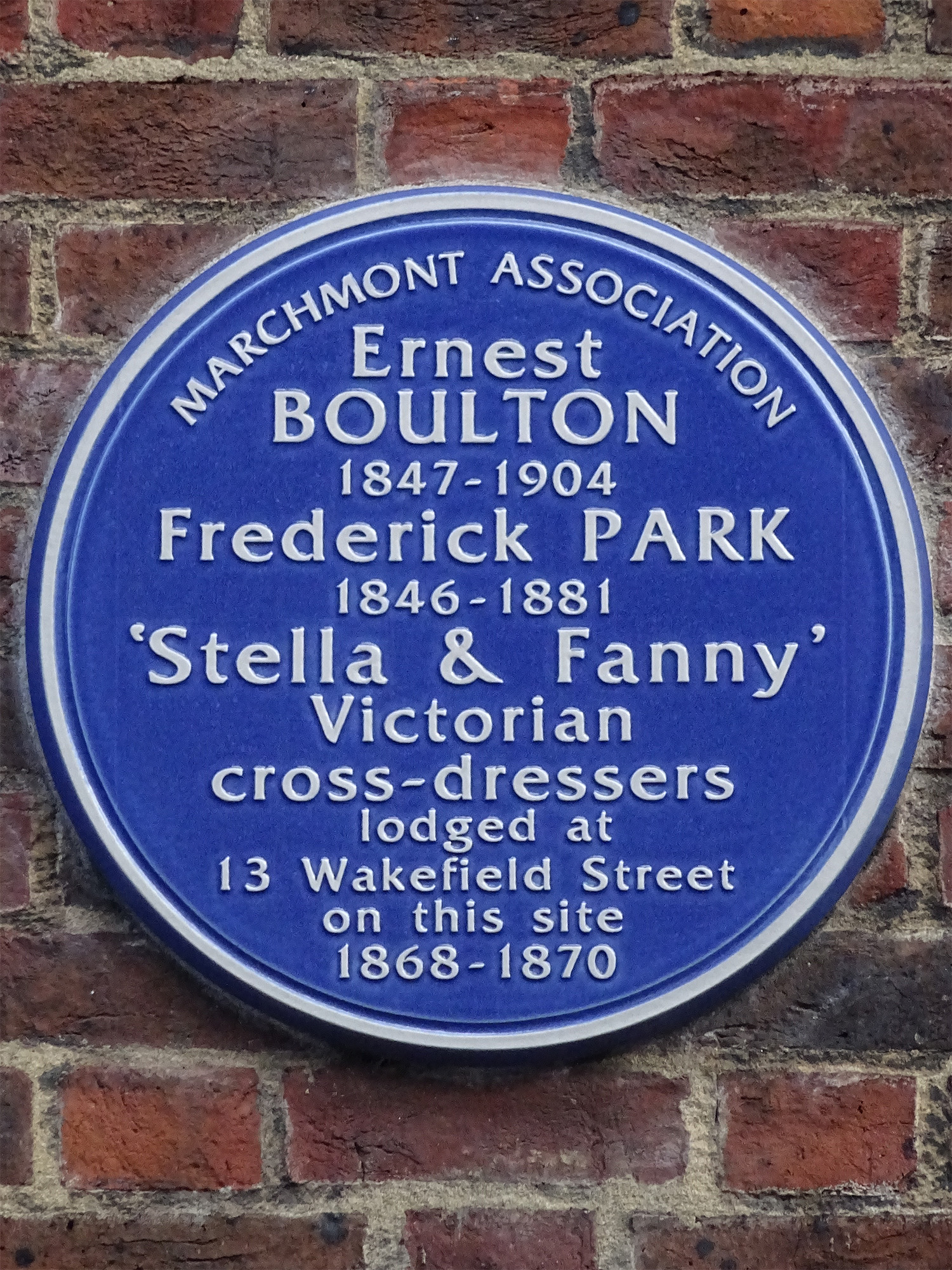
خانهٔ بولتون و پارک که با پلاک آبی مشخص شده است، خیابان ویکفیلد، بلومزبری

بولتون و پارک در گناهان شهرهای دشت (۱۸۸۱) نمود یافتند؛ اثری ادبی در ژانر اروتیک همجنس‌گرایانه به قلم مردی تن‌فروش به نام جان سال. در این اثر، بولتون «لورا» و پارک «سلینا» نام‌گذاری شده‌اند. در این داستان، راوی مبدل‌پوش بازگو می‌کند که چگونه با بولتون و پارک ملاقات کرده است و در هتل هکسل واقع در استرند، او و کلینتون لباس‌های زنانه پوشیده‌اند. بعداً، راوی شب را در اتاق‌های بولتون و پارک در ایتن اسکوئر می‌گذراند و روز بعد، با آن‌ها که «همگی لباس‌های زنانه بر تن داشتند» صبحانه می‌خورد. به گفتهٔ کوهن، این اثر «متممی تند و تلخ برای روایت‌های دیگر از زندگی آن‌هاست، که هم به سبب ایجاد تغییرات بنیادین در دیدگاه‌ها و هم به‌دلیل تأکید بر سوگیری هر گزارشی دربارهٔ 'لواط'، ارزشمند است.»
بولتون و پارک در نمایشنامه‌های تختخواب لرد آرتور (۲۰۰۸) اثر نمایشنامه‌نویس مارتین لوتن، فنی و استلا: داستان واقعی شوکه‌کننده (۲۰۱۵) اثر گلن چندلر و استلا اثر نیل بارتلت حضور داشتند؛ نمایشنامهٔ آخری، مشترکاً توسط جشنوارهٔ بین‌المللی تئاتر لندن، جشنوارهٔ هلند و جشنوارهٔ برایتون در ۲۰۱۶ سفارش داده شده بود. بولتون و پارک همچنین سوژه‌های یک لیمریک ویکتوریایی هستند، که در روزگار پرونده محبوب بود. کوهن معتقد است که این لیمریک، «آمیزه‌ای نابهنگام از لواط و حیوان‌خواهی» را به نوشتن درآورده است. مورخ انگس مک‌لارن استدلال می‌کند که این لیمریک نشان می‌دهد در آن هنگام، «باور رایج [این بود] که همجنس‌گرایی و دگرجنس‌پوشی جدانشدنی بودند». به دیدگاه مورخ کاترین آرنولد، این لیمریک نشان داد که پروندهٔ بولتون و پارک «در فرهنگ مردمی زندگی می‌کرد».
پیرمردی بود اهل سارک

که با خوکی در تاریکی لواط کرد؛

خوک که غافل‌گیر شده بود

زیر لب شِکوه کرد:

«الهی کور شوی، مگر من بولتون یا پارک هستم؟»

### کتاب‌ها
- Arnold, Catharine (2011). City of Sin: London and its Vices. London: Simon & Schuster. ISBN 978-1-84739-372-2.
- Baker, Roger; Burton, Peter (1994). Drag: A History of Female Impersonation in the Performing Arts. Washington Square, NY: New York University Press. ISBN 978-0-8147-1254-2.
- Bartlett, Neil (1994). "Evidence: 1870".  In Goldberg, Jonathan (ed.). Reclaiming Sodom. New York: Routledge. pp. 288–299. ISBN 978-0-415-90755-2.
- Boyd, Jason (2002).  Aldrich, Robert; Wotherspoon, Garry (eds.). Who's Who in Gay and Lesbian History: From Antiquity to World War II. London: Psychology Press. ISBN 978-0-415-15983-8.
- Boyle, Thomas (1989). Black Swine in the Sewers of Hampstead: Beneath the Surface of Victorian Sensationalism. New York: Viking. ISBN 978-0-670-81324-7.
- Brady, Sean (2009). Masculinity and Male Homosexuality in Britain, 1861–1913. London: Palgrave Macmillan. ISBN 978-0-230-23856-5.
- Cocks, H. G. (2003). Nameless Offences: Homosexual Desire in the 19th Century. London: Bloomsbury Academic. ISBN 978-1-86064-890-8.
- Cohen, William A (1996). "Privacy and Publicity in the Victorian Sex Scandal". Sex Scandal: The Private Parts of Victorian Fiction. Durham, NC: Duke University Press. pp. 73–129. doi:10.1215/9780822398028-003. ISBN 978-0-8223-9802-8.
- Cook, Matt (2003). London and the Culture of Homosexuality, 1885–1914. Cambridge: Cambridge University Press. ISBN 978-0-521-82207-7.
- Crozier, Ivan (2005). "Striking at Sodom and Gomorrah: The Medicalization of Male Homosexuality and its Relation to the Law".  In Stevenson, Kim; Rowbotham, Judith (eds.). Criminal Conversations: Victorian Crimes, Social Panic, and Moral Outrage. Columbus, OH: Ohio State University Press. pp. 126–140. ISBN 978-0-8142-0973-8.
- Forth, Christopher E.; Crozier, Ivan (2005). Body Parts: Critical Explorations in Corporeality. Lanham, MA: Lexington Books. ISBN 978-0-7391-0933-5.
- Hyde, H. Montgomery (1964). A History of Pornography. London: Heinemann. OCLC 463500676.
- Joseph, Abigail (2019). Exquisite Materials: Episodes in the Queer History of Victorian Style. Newark, DE: University of Delaware Press. ISBN 978-1-64453-170-9.
- Kaplan, Morris B. (2002). "'Men in Petticoats': Border Crossings in the Queer Case of Mr. Boulton and Mr. Park".  In Gilbert, Pamela K. (ed.). Imagined Londons. Albany, NY: State University of New York Press. pp. 45–68. ISBN 978-0-7914-8797-6.
- Kaplan, Morris B. (2005). Sodom on the Thames. Ithaca, NY: Cornell University Press. ISBN 978-0-8014-3678-9.
- McKenna, Neil (2014). Fanny and Stella: The Young Men Who Shocked Victorian England. London: Faber & Faber. ISBN 978-0-571-23191-1.
- McLaren, Angus (1999).  Eder, Franz; Hekma, Gert; Hall, Lesley A. (eds.). Sexual Cultures in Europe: Themes in sexuality. Manchester: Manchester University Press. ISBN 978-0-7190-5321-4.
- Pearsall, Ronald (1969). The Worm in the Bud: The World of Victorian Sexuality. London: Psychology Press. ISBN 978-0-297-17663-3.
- Rosenman, Ellen Bayuk (2018). Unauthorized Pleasures: Accounts of Victorian Erotic Experience. Ithaca, NY: Cornell University Press. ISBN 978-1-5017-1870-0.
- Senelick, Laurence (1993). "Boys and Girls Together".  In Ferris, Lesley (ed.). Crossing the Stage: Controversies on Cross-dressing. London: Routledge. pp. 80–95. ISBN 978-0-415-06269-5.
- Senelick, Laurence (2000). The Changing Room: Sex, Drag and Theatre. London: Routledge. ISBN 978-0-415-15986-9.
- Spencer, Colin (1995). Homosexuality: a History. London: Fourth Estate. ISBN 978-1-85702-143-1.
- Stewart, William (1995). Cassell's Queer Companion: A Dictionary of Lesbian and Gay Life and Culture. London: Cassell. ISBN 978-0-304-34301-0.
- Taylor, Alfred Swaine (1846). A Manual of Medical Jurisprudence. London: Churchill. OCLC 1048793679.
- Weeks, Jeffrey (1989). Sex, Politics and Society: The Regulation of Sexuality Since 1800. London: Longman. ISBN 978-0-582-02383-3.
- White, Chris (2012). Nineteenth-Century Writings on Homosexuality: A Sourcebook. London: Routledge. ISBN 978-1-134-74280-6.
- Wileman, Julie (2015). Past Crimes: Archaeological & Historical Evidence for Ancient Misdeeds. Barnsley, South Yorkshire: Pen and Sword. ISBN 978-1-4738-5979-1.

### روزنامه‌ها و مجله‌ها
- Adut, Ari (July 2005). "A Theory of Scandal: Victorians, Homosexuality, and the Fall of Oscar Wilde". American Journal of Sociology. 111 (1): 213–248. doi:10.1086/428816. JSTOR 10.1086/428816. PMID 16240549. S2CID 40383920.
- Bristow, Joseph (January 2007). "Remapping the Sites of Modern Gay History: Legal Reform, Medico‐Legal Thought, Homosexual Scandal, Erotic Geography". Journal of British Studies. 46 (1): 116–142. doi:10.1086/508401. JSTOR 508401. S2CID 145293550.
- Carriger, Michelle Liu (Winter 2013). ""The Unnatural History and Petticoat Mystery of Boulton and Park": A Victorian Sex Scandal and the Theatre Defense". TDR. 57 (4): 135–156. doi:10.1162/DRAM_a_00307. JSTOR 24584848. S2CID 57567739.
- Davenport-Hines, Richard (2004). "Lewis, Sir George Henry, first baronet (1833–1911)". Oxford Dictionary of National Biography (online ed.). Oxford University Press. doi:10.1093/ref:odnb/34514. (Subscription or UK public library membership required.)
- Davenport-Hines, Richard (2010). "Boulton, (Thomas) Ernest (1847–1904)". Oxford Dictionary of National Biography (online ed.). Oxford University Press. doi:10.1093/ref:odnb/39383. (Subscription or UK public library membership required.)
- Joyce, Simon (2018). "Two Women Walk into a Theatre Bathroom: The Fanny and Stella Trials as Trans Narrative". Victorian Review. 44 (1): 83–98. doi:10.1353/vcr.2018.0011.
- Kaplan, Morris B. (1999). "Who's Afraid of John Saul?: Urban Culture and the Politics of Desire in Late Victorian London". GLQ: A Journal of Lesbian and Gay Studies. 5 (3): 267–314. doi:10.1215/10642684-5-3-267. S2CID 140452093.
- Reay, Barry (March 2009). "Writing the Modern Histories of Homosexual England". The Historical Journal. 52 (1): 213–233. doi:10.1017/S0018246X08007371. JSTOR 40264164. S2CID 162357055.
- Rowbotham, Judith (27 March 2015). "A Deception on the Public: The Real Scandal of Boulton and Park". Liverpool Law Review. 36 (2): 123–145. doi:10.1007/s10991-015-9158-7. S2CID 144502598.
- Upchurch, Charles (April 2000). "Forgetting the Unthinkable: Cross Dressers and British Society in the Case of the Queen vs. Boulton and Others". Gender & History. 12 (1): 127–157. doi:10.1111/1468-0424.00174. JSTOR 0953–5233. S2CID 144295990.

### اخبار
- "The Charge of Personating Women". The Times. 7 May 1870. p. 11.
- "The Chronicle". The Bolton Chronicle. 21 October 1871. p. 5.
- "Court of Queen's Bench, Westminster, May 9". The Times. 10 May 1871. p. 11.
- "Court of Queen's Bench, Westminster, May 15". The Times. 16 May 1871. p. 11.
- "The Extraordinary Charge Against the 'Gentlemen' in Women's Clothes". The Observer. 8 May 1870. p. 8.
- "Judge's Chambers, 6 June". The Times. 7 June 1871. p. 10.
- "Last Week's Latest News". Reynolds's Newspaper. 29 May 1870. p. 5.
- "Leader". The Times. 16 May 1871. p. 9.
- "Lord Arthur Clinton". The Guardian. 24 June 1870. p. 2.
- "The Men in Women's Clothing". The Times. 21 May 1870. p. 11.
- "The Men in Women's Clothing". The Times. 23 May 1870. p. 13.
- "The Men in Women's Clothing". The Times. 30 May 1870. p. 13.
- "The Men in Women's Clothing". The Times. 31 May 1870. p. 11.
- "News". The Eastern Daily Press. 9 September 1871. p. 4.
- "News". The Fife Herald. 19 October 1871. p. 1.
- "Police". The Times. 30 April 1870. p. 11.
- "Release of Boulton and Park". The Times. 12 July 1870. p. 11.
- "The Young Men in Women's Clothing". The Times. 14 May 1870. p. 10.
- "The Young Men in Women's Clothing". The Times. 16 May 1870. p. 13.

### وبگاه‌ها
- Clark, Gregory (2020). "The Annual RPI and Average Earnings for Britain, 1209 to Present (New Series)". MeasuringWorth. Retrieved 4 June 2020.
- "drag". فرهنگ انگلیسی آکسفورد (Online ed.). انتشارات دانشگاه آکسفورد. Retrieved 28 July 2020. (Subscription or participating institution membership required.)
- "Frederick William Park in the Surrey, England, Church of England Baptisms, 1813–1917". Anglican Parish Registers. Woking, Surrey. Surrey County Council. 1847. Retrieved 6 July 2020. (نیازمند آبونمان)
- "The Illustrated Police News: 'The worst newspaper in England'". British Newspaper Archive. 19 April 2016. Retrieved 30 July 2020.
- Matthewman, Scott (5 March 2010). "Lord Arthur's Bed review at Kings Head Theatre London". The Stage. Retrieved 18 March 2020.
- "Stella". Holland Festival. 2016. Retrieved 21 June 2018.
- "Stella at Brighton Festival". The Brighton Festival. Retrieved 18 March 2020.
- Vale, Paul (18 May 2015). "Fanny and Stella: The Shocking True Story". The Stage. Retrieved 18 March 2020.